# Aimo Tepsell
Aimo Allan Tepsell (* 8. Mai 1932 in Sodankylä) ist ein ehemaliger finnischer Orientierungsläufer. Tepsell wurde 1966 Vizeweltmeister im Einzel sowie mit der finnischen Staffel. Mit dieser war er zwei Jahre zuvor auch schon Europameister geworden.
In den 1950er und 1960er Jahren gehörte Tepsell über lange Zeit zu den besten Orientierungsläufern in Finnland. 1954 wurde er erstmals finnischer Meister. In seiner Karriere sollten vier weitere finnische Einzelmeisterschaftstitel folgen. 1962 nahm er bei den ersten Europameisterschaften im norwegischen Løten teil und wurde 14. Mit der Mannschaft gewann er den Staffelwettbewerb, der aber nicht zum offiziellen Wettkampfprogramm der Europameisterschaften gehörte. Zwei Jahre später beim nun offiziellen Staffelwettbewerb konnte die finnische Staffel mit Juhani Salmenkylä, Rolf Koskinen und Erkki Kohvakka wieder den Sieg einfahren. Im Einzelwettkampf war Tepsell hinter Kohvakka und dem Schweizer Alex Schwager Dritter. Beim Jukola-Staffellauf 1965 brachte er seinen Verein Gamlakarleby IF aus Kokkola als Schlussläufer auf Platz zwei hinter der schwedischen Spitzenmannschaft IFK Hedemora. 1966 wurde Tepsell bei der ersten Weltmeisterschaft im finnischen Fiskars Vizeweltmeister im Einzellauf hinter Åge Hadler aus Norwegen. Mit der finnischen Mannschaft – der gleichen wie beim Europameisterschafts-Triumph 1964 – gewann Tepsell als Schlussläufer erneut Silber. Gold gewannen die Läufer aus Schweden. Für die zweiten Weltmeisterschaften 1968 wurde Tepsell nicht mehr nominiert.

## Erfolge im Orientierungslauf
Weltmeisterschaften:
- 1966: 2. Platz Langdistanz, 2. Platz Staffel

Europameisterschaften:
- 1964: 3. Platz Langdistanz, 1. Platz Staffel

Nordische Meisterschaften:
- 1964: 1. Platz Staffel

Finnische Meisterschaften:
- 1954: 1. Platz Normaldistanz
- 1955: 1. Platz Normaldistanz
- 1956: 1. Platz Normaldistanz
- 1958: 1. Platz Staffel
- 1962: 1. Platz Normaldistanz
- 1965: 1. Platz Langdistanz, 1. Platz Staffel

## Erfolge im Ski-Orientierungslauf
Finnische Meisterschaften:
- 1962: 1. Platz Staffel
- 1965: 1. Platz Staffel
- 1967: 1. Platz Einzel
- 1968: 1. Platz Einzel, 1. Platz Staffel